# Aspitates inumbrata
Aspitates inumbrata är en fjärilsart som beskrevs av Krulikovski. Aspitates inumbrata ingår i släktet Aspitates och familjen mätare. Inga underarter finns listade i Catalogue of Life.